# Municipalidad de Heredia
La Municipalidad de Heredia, es el Gobierno Municipal del cantón de Heredia, ubicado en la provincia homónima; al cual administra de forma autónoma al Gobierno Central de Costa Rica.
La Municipalidad herediana está conformada por el Concejo Municipal, en el cual se consolida el poder legislativo local; y la Alcaldía, que ejerce el poder ejecutivo municipal.
La sede del gobierno local herediano se encuentra en el Palacio Municipal de Heredia. Actualmente su alcaldesa es Ángela Aguilar Vargas.

## Historia
La Municipalidad de Heredia, fue constituida oficialmente en 1812 como municipio con la promulgación de la Constitución de Cádiz, que estableció los ayuntamientos electos en los dominios españoles.
El 11 de noviembre de 1824, durante el gobierno del primer Jefe de Estado, Juan Mora Fernández, el Congreso Constituyente de Costa Rica concedió a Heredia el título de ciudad.
En agosto de 1835, al ser derogada la Ley de la Ambulancia, Heredia se convirtió en sede de los Poderes Legislativo y Conservador y capital del Estado de Costa Rica, aunque los Poderes Ejecutivo y Judicial fueron ubicados en la ciudad de San José.
Tras la independencia de Costa Rica, Heredia fue establecida como cantón en 1848 mediante la Ley de División Territorial. Al igual que las demás municipalidades, estuvo regida por las Ordenanzas Municipales de 1867 hasta la promulgación del Código Municipal en 1998.
La Municipalidad de Heredia es responsable de servicios como:
- Recolección de basura
- Mantenimiento de calles
- Parques y áreas verdes
- Acueductos
- Alumbrado público
- Gestión vial
- Seguridad ciudadana

## Administración
La Municipalidad de Heredia está administrada por dos órganos principales, el Concejo Municipal; como poder legislativo; y la Alcaldía; como poder ejecutivo. Sus funciones tienen total autonomía con respecto al Gobierno Central de Costa Rica.
Alcaldía
Está presidida por el Alcalde, que es la máxima autoridad ejecutiva del gobierno local. Es electo popularmente por un período de 4 años.
Entre sus responsabilidades principales están:
- Ser el representante legal de la municipalidad.
- Establecer y ejecutar las políticas públicas del cantón
- tiene a cargo la administración general del gobierno local y vigilar que se cumplan los acuerdos del Concejo.

Los alcaldes comenzaron a ser elegidos por votación popular a partir de la reforma al Código Municipal de 1998.
Actualmente, la alcalde de Heredia es Ángela Aguilar Vargas del partido Liberación Nacional.
Concejo Municipal
Ver también: Concejo Municipal de Heredia
Es el órgano legislativo, encargado de discutir y aprobar reglamentos, planes de desarrollo, presupuestos, entre otros. Está integrado por 9 regidores propietarios, con derecho a voz y voto y por 9 suplentes, además de 5 síndicos propietarios, 5 suplentes y el alcalde.
Está presidido por un Presidente Municipal, electo entre los regidores propietarios. Es el encargado de tomar los acuerdos y de aprobar o improbar las distintas propuestas y solicitudes presentadas ante la municipalidad. Sus acuerdos son vinculantes, aunque se encuentran sujetos al poder de veto del alcalde.
Su presidente actual es José Pablo Quesada Castro del partido Sentir Heredia.